# 乌策奈希
乌策奈希是奥地利上奥地利州因克赖斯地区里德县的一个市镇。总面积20平方公里，总人口1572人，人口密度78.6人/平方公里（2005年）。